# Woods Hole
Woods Hole é um lugar designado pelo censo localizado no condado de Barnstable no estado estadounidense de Massachusetts. No Censo de 2010 tinha uma população de 781 habitantes e uma densidade populacional de 77,42 pessoas por km².

## Geografia
Woods Hole encontra-se localizado nas coordenadas 41° 31′ 44″ N, 70° 39′ 57″ O. Segundo a Departamento do Censo dos Estados Unidos, Woods Hole tem uma superfície total de 10.09 km², da qual 5.52 km² correspondem a terra firme e (45.24%) 4.56 km² é água.

## Demografia
Segundo o censo de 2010, tinha 781 pessoas residindo em Woods Hole. A densidade populacional era de 77,42 hab./km². Dos 781 habitantes, Woods Hole estava composto pelo 91.42% brancos, o 1.66% eram afroamericanos, o 0% eram amerindios, o 4.23% eram asiáticos, o 0% eram insulares do Pacífico, o 1.28% eram de outras raças e o 1.41% pertenciam a duas ou mais raças. Do total da população o 2.94% eram hispanos ou latinos de qualquer raça.